# 阿城区
阿城区（あじょう-く、満洲語: ᠠᠯᠴᡠᡴᠠ、転写：alcuka、中国語：阿城区、拼音：Āchéng qū）は、中華人民共和国黒竜江省ハルビン市に位置する市轄区。1994年に文化部から「中国版書之郷」と命名された。

## 地理
黒竜江省の南部、浜綏線の沿線に位置する。阿什河（旧名は按出虎水、アルチュフ川）が市域の中部から流れ、西部には張広才嶺の西麓の山地、東部には松嫩平原がある。全市年平均気温は3℃、降水量は518mm。現在は工業を主とする衛星都市である。ハルビン市内より23km、住民の15%が満族となっている。

## 歴史
唐代は渤海の版図に属し後に女真族の居住地となった。1115年、完顔阿骨打は金を建国し、上京会寧府を設けた。四代38年間にわたって都城とされた後に中都燕京（現在の北京市）へと遷都している。現在当時の城壁と皇城の遺構は比較的よい状態で保存され、亜溝石刻、完顔阿骨打陵等の金代早期の遺跡が位置している。
元明代を通してここは女真族の居住地であり、雍正年間にはアルチュカ川（alcuka bira、阿勒楚喀河、阿什河）西岸にアルチュカ城（alcuka hoton、阿勒楚喀城）が建設されている。1909年（宣統元年）に阿城県が設置された。1987年に県級市に昇格し阿城市と、2006年8月15日に市轄区の阿城区と改編され現在に至る。

## 行政区画
下部に15街道、4鎮を管轄：
- 街道弁事処：金城街道、金都街道、通城街道、河東街道、阿什河街道、玉泉街道、新利街道、双豊街道、舎利街道、小嶺街道、亜溝街道、交界街道、料甸街道、楊樹街道、フィクトゥ街道（蜚克図街道）
- 鎮：平山鎮、松峰山鎮、紅星鎮、金竜山鎮

## 民族
漢族が主で、他に苗族、朝鮮族、彝族、エヴェンキ、オロチョン、満洲族、回族、モンゴル族、ダウール族、シベ族、白族、侗族等の13の少数民族が住む。

## 経済
工業と農業分野での発達が顕著であり、経済力は黒竜江省県級行政区における第一位の地位を占める。特に機械、鋼鉄、紡織、食品、建材及び電力工業は黒龍江省全体の経済の中で大きな比率を占め、特に阿城継電器公司はアジアで最大の送電設備を製造する企業の一つである。
農業では主にトウモロコシ、大豆、水稲、ニンニク等を生産する。

## 物産
鉱物資源が豊富で、鉄、銅、タングステン、モリブデン、鉛、亜鉛、大理石、蛍石、建築石材などがある。土産物にはニンニク、黒豆果がある。

## 教育

### 大学
- ハルビン科学技術職業学院（中国語版）

## 交通

### 鉄道
- 中国鉄路総公司
  - 中国鉄路ハルビン局集団公司
    - 哈牡旅客専用線（ハルビン方面）- 阿城北駅（中国語版） -（牡丹江方面）
    - 浜綏線（ハルビン方面）- 舎利屯駅（中国語版） - 阿城駅 - 亜溝駅 - 玉泉駅 - 白帽子駅 - 白嶺駅 - 小嶺駅（中国語版） - 小平山駅（中国語版） - 平山駅 - 東平山駅 -（牡丹江方面）

### 道路
- 高速道路
  -  綏満高速道路
- 国道
  -  G202国道
  -  G301国道

- 県道
  -  005県道
  -  006県道

## 健康・医療・衛生
- 哈爾浜市阿城区人民医院
- 阿城区中医院
- 阿城区婦幼保健院
- 哈爾浜市阿城区児童医院

## 名所・旧跡・観光スポット
名所旧跡に松峰山、紅星ダム(阿城)、北山、玉泉狩猟場などがある。
- 全国重点文物保護単位：金上京会寧府遺址（中国語版）（上京会寧府） 亜溝石刻